# Носії
«Носії́» (англ. Carriers) — американська постапокаліптична хорор-драма 2009-го року режисури братів Пасторів.

## Сюжет
Жахлива інфекція спричинила апокаліпсис у світі. Швидко поширюючись, вона вбиває людей у жахливих муках. Четверо друзів, серед яких два брати — Браян та Денні, уникнули зараження. Долаючи перешкоди вони прямують до своєї мети — мотелю на океанському узбережжі, де вони сподіваються пережити катастрофу.

## Головні ролі
| Актор            | Роль           |
| ---------------- | -------------- |
| Лу Тейлор Пуччі  | Денні          |
| Кріс Пайн        | Браян          |
| Пайпер Перабо    | Боббі          |
| Емілі Ван Кемп   | Кейт           |
| Крістофер Мелоні | Френк          |
| Кірнан Шипка     | Джоді Голловей |
| Марк Мозес       | доктор         |